# The Bells (Game of Thrones)
"The Bells" é o quinto e penúltimo episódio da oitava temporada da série de TV de fantasia da HBO, Game of Thrones, e o 72º e penúltimo episódio da série. Foi escrito por David Benioff e DB Weiss e dirigido por Miguel Sapochnik. Foi ao ar em 12 de maio de 2019. 
"The Bells" apresenta a batalha final pelo controle do Trono de Ferro, com as forças de Daenerys Targaryen iniciando seu ataque às forças de Cersei Lannister em Porto Real.
O episódio recebeu críticas da crítica especializada e do público, e é o episódio de menor classificação da série sobre o agregador de críticas Rotten Tomatoes. Críticos elogiaram o episódio como visualmente impressionante e elogiaram a atuação, mas criticaram o ritmo e a lógica da história, bem como o tratamento dos arcos de personagem de Tyrion, Jaime, Cersei, Gray Worm, Varys e, particularmente, Daenerys.
Este episódio marca as aparições finais de Conleth Hill (Varys), de Pilou Asbæk (Euron Greyjoy), de Anton Lesser (Qyburn), de Hafþór Júlíus Björnsson (Gregor Clegane), de Rory McCann (Sandor Clegane), de Nikolaj Coster-Waldau (Jaime Lannister), e Lena Headey (Cersei Lannister).

## Enredo

### Em Pedra do Dragão
Varys está escrevendo uma carta sobre a verdadeira identidade de Jon Snow quando uma garota lhe informa que Daenerys Targaryen continua a recusar comida. Ele diz a ela para "tentamos novamente no jantar". Ele então tenta convencer Jon a tomar o Trono de Ferro, mas Jon se recusa a trair Daenerys. Tyrion Lannister informa a trama de Varys a Daenerys; ela executa Varys e depois culpa Sansa Stark por sua morte. Jon rejeita um beijo dela; ela então decide que, sem amor de ninguém em Westeros, ajudando-a a reivindicar, ela governará pelo medo. Tyrion tenta dissuadi-la de atacar as pessoas inocentes em Porto Real se os sinos da cidade tocarem, mas ele não recebe afirmação. Ela informa a ele que Jaime Lannister foi capturado a caminho de Porto Real e ameaça a vida de Tyrion se ele falhar com ela novamente. Ele liberta Jaime, pedindo para ele convencer Cersei Lannister a se render, e providencia para que Davos Seaworth os contrabandeie.

### Em Porto Real
No dia seguinte, Arya Stark e Sandor Clegane entram na cidade. Jaime também entra separadamente.
A batalha começa com Daenerys usando seu dragão Drogon para destruir a Frota de Ferro de Euron Greyjoy, as armas de escorpião nos muros, os portões da cidade e a Companhia Dourada disposta do lado de fora. Seu exército luta contra Porto Real e as forças Lannister restantes se rendem sem a permissão de Cersei, tocando os sinos da cidade. Ainda assim, Daenerys incita Drogon a fugir de soldados e civis. Verme Cinza leva seu exército para abater os soldados Lannister já rendidos. Com Drogon reduzindo grande parte da cidade a escombros, Jon e Davos pedem para seus homens recuarem.
Jaime luta e mata Euron, mas é gravemente ferido, retardando seu caminho em direção a Cersei. Sandor convence Arya a desistir de seu desejo de vingança contra Cersei para que Arya possa viver. Enquanto Cersei e sua comitiva tentam escapar, Sandor interrompe e rapidamente mata a Guarda Real para estabelecer um duelo entre ele e seu irmão, Gregor Clegane. Qyburn interrompe e Gregor o mata. Cersei foge, e Sandor finalmente enfrenta Gregor se jogando através da parede para o fogo abaixo. Jaime se encontra com Cersei e a leva para a Fortaleza de Maegor, mas sua passagem de fuga está bloqueada e a Fortaleza desmorona sobre eles, consolando-a em seus momentos finais.
Arya observa a destruição de Porto Real e escapa da cidade em chamas em um cavalo branco.

## Produção

### Escrita
O episódio foi escrito por David Benioff e DB Weiss.

### Filmagem
O episódio foi dirigido por Miguel Sapochnik. Este foi seu episódio final da série.
Para as filmagens do episódio, a cidade de Dubrovnik (o substituto de King's Landing) foi recriada no backlot de Belfast. As filmagens da cena da morte de Varys acabaram levando sete meses enquanto a chuva continuava adiando as filmagens.
Em uma foto promocional da cena em que Jaime e Cersei se abraçam na Fortaleza Vermelha, sua mão direita aparentemente intocada é visível em vez da prótese metálica que o personagem recebeu na 4ª temporada. No episódio atual, apenas a mão metálica é vista. O erro na imagem chamou a atenção à luz do erro do copo de café da Starbucks do episódio anterior.

### Elenco
Laura Elphinstone foi escalada como uma dos habitantes de Porto Real que ajudou Arya Stark durante o ataque do dragão à cidade. O quarterback de futebol americano Aaron Rodgers aparece em uma participação especial neste episódio.

## Recepção

### Classificações
O episódio foi assistido por 12,48 milhões de espectadores em sua transmissão ao vivo pela HBO, tornando-se o episódio mais assistido da série até hoje, bem como a série mais assistida da HBO, superando o episódio final da sétima temporada, "The Dragon and the Wolf". Um adicional de 5,9 milhões de espectadores assistiram em plataformas de streaming, um total de 18,4 milhões de espectadores.

### Recepção da critica

#### Geral
No agregado de revisão Rotten Tomatoes, o episódio tem uma taxa de aprovação de 48% com base em 104 avaliações e uma média de classificação de 6,35/10, com o consenso crítico afirmando: "Morte, destruição e deterioração da sanidade de Daenerys" faz de ''The Bells 'um episódio para as idades, mas muito enredo em muito pouco tempo atrapalha a história e pode deixar alguns espectadores sentindo que suas conclusões são imerecidas. "  É o episódio com menor classificação na história da série.
Lenika Cruz, do The Atlantic, escreveu que apesar dos efeitos "espetaculares" de atuação e "estonteante", este foi "o pior episódio de Game of Thrones de todos os tempos" devido a um enredo que foi "extremamente óbvio" ou "absolutamente ilógico", com massacre parecendo "uma negação imerecida da identidade [Daenerys] passou anos construindo para si mesma". Todd VanDerWerff da Vox escreveu que o episódio "sombrio" "não fazia muito sentido", mas creditou ao diretor Miguel Sapochnik por "os visuais deslumbrantes [que] se estenderam além das cenas de batalha", e elogiou a atuação do elenco como Maisie Williams, Lena Headey, Peter Dinklage e Emilia Clarke; os dois últimos tornaram as ações de seus personagens críveis mesmo quando eram ilógicos. Alex McLevy do The AV Club escreveu que o episódio demonstrou com sucesso que "o caos da guerra faz vilões e vítimas de todos nós", com a "progressão da esperança estimulante para o desenlace trágico [sendo] habilmente executada pelo diretor Miguel Sapochnik" com melhor " coreografia em grande escala "do que em ' A Longa Noite '" 

#### Arco de Daenerys

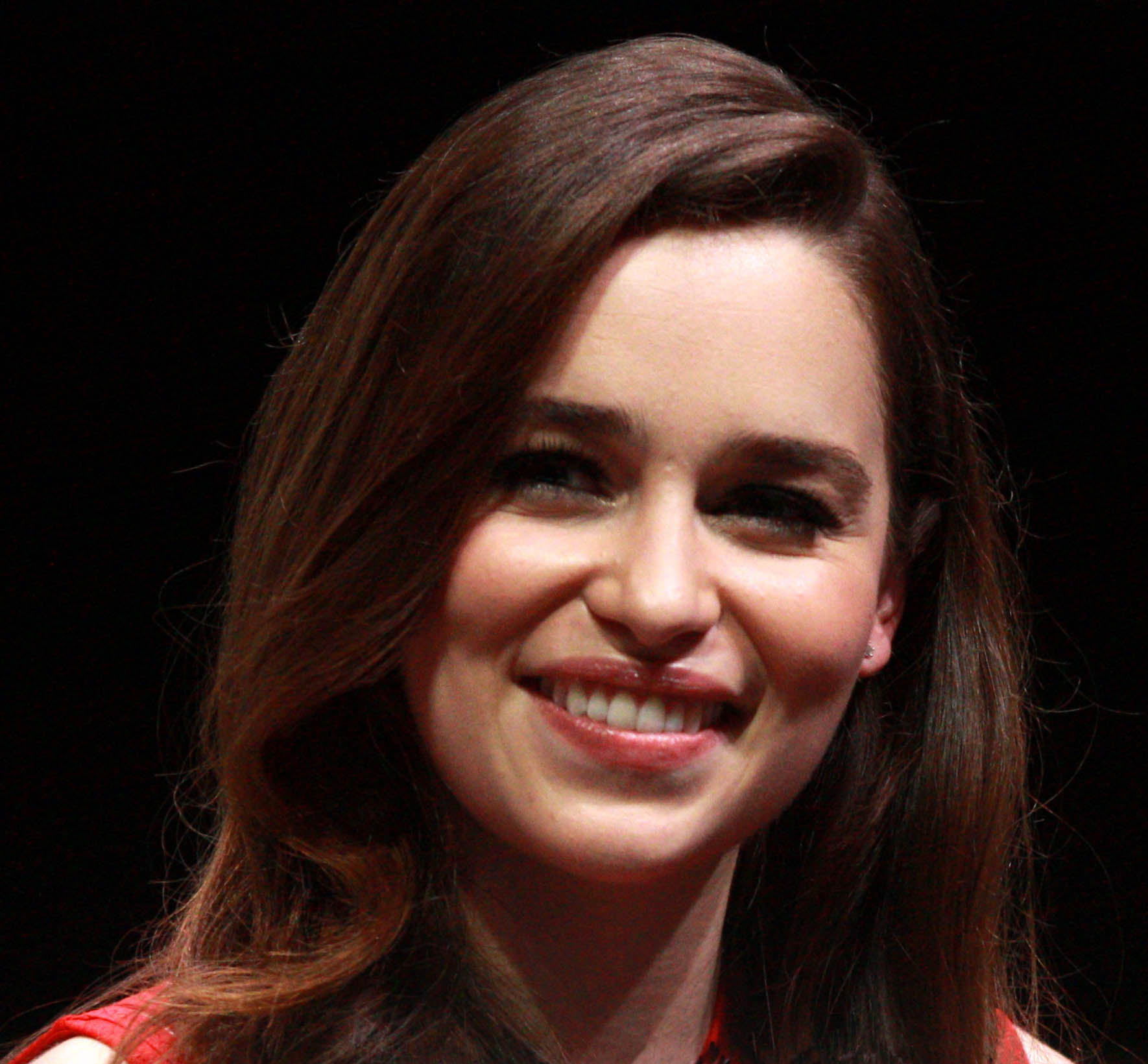
As ações de Daenerys Targaryen (Emilia Clarke) neste episódio receberam críticas geralmente negativas.

A mudança de Daenerys de salvadora em vilão foi especialmente criticada, com muitos críticos e fãs sentindo que, por ter sido construida como uma protagonista moralmente boa por sete temporadas, não fazia sentido narrativo ou não havia tempo suficiente para fazer isso adequadamente. Mike Hogan, da Vanity Fair, disse que, embora o programa tenha ficado claro que Daenerys tem um temperamento, "vimos ela equilibrar essa violência com misericórdia, gentileza e, acima de tudo, perspicácia". Zack Beauchamp de Vox argumentou que "no passado, as crueldades de Daenerys tiveram uma espécie de lógica para eles", porque ela matou pessoas que "cometeram crimes merecedores de punição" e o pai e irmão de Samwell Tarly porque "se recusaram a se submeter ao seu governo". "mas isso" não havia razão "para que ela" visasse civis que não representassem ameaça para ela ". Ele disse que embora a série tenha sido "construída para que Daenerys se tornasse a Rainha Louca" e esse caminho poderia ter funcionado, "sua execução foi desleixada e apressada" e "parecia que Daenerys se tornara um monstro simplesmente porque o programa precisava dela. um monstro, não porque estava pagando uma virada de personagem cuidadosamente desenvolvida. "  A equipe da Atlantic opinou que "Game of Thrones poderia facilmente ter demonstrado a desagradável realidade da luta de Daenerys por Westeros sem colocar a escolha de massacrar inocentes diretamente sobre seus ombros". Em vez disso, 'The Bells' acabou pintando um dos pontos mais cruciais da temporada final como um ataque emocional de uma jovem cansada, solitária e paranóica. "  Kathryn VanArendonk, do Vulture, escreveu que era "entediante" como uma série baseada em "jogos políticos épicos, a corrupção do poder, as coisas que herdamos de nossas famílias, as pessoas que escolhemos amar, e a marcha inevitável da morte se apegue a um tropo tão dolorosamente envelhecido quanto "e então a mulher poderosa e assustadora enlouquece".
Os críticos notaram as reações negativas dos fãs ao arco de Daenerys. Estelle Tang, da Elle, afirmou que muitos "comentaram como foi inacreditável que Dany se transformasse em uma violenta candidata a vingança". Gabrielle Bruney, da revista Esquire, disse que os telespectadores acham que os escritores descartaram o desenvolvimento de seu personagem. A equipe do Hollywood Reporter afirmou que "muitos espectadores de Game of Thrones veem os atos de Daenerys como nada menos que um assassinato de personagens, culpando o tratamento da Rainha Dragão, Cersei e outras mulheres poderosas da série aos pés dos criadores David Benioff e Dan Weiss "  Mehera Bonner, da Cosmopolitan, escreveu que "os fãs estão absolutamente arrasados" com o episódio e que eles lamentaram "como a série foi completamente arruinada pela escrita desleixada e por decisões terríveis". Ela disse: "Enquanto você poderia argumentar que deveríamos ter visto muito isso vindo, muitos fãs estavam...[Eu não sei]... só esperando pelo melhor? Melhor que Daenerys se tornando uma Rainha Louca só porque é na história da família dela. " 